# San Juan de Manapiare
San Juan de Manapiare est une localité du Venezuela, chef-lieu de la municipalité de Manapiare dans l'État d'Amazonas. Elle est fondée en 1940 par l'explorateur Don Melicio Pérez. En 2001, sa population s'élève à 991 habitants.